# مطلع القرن

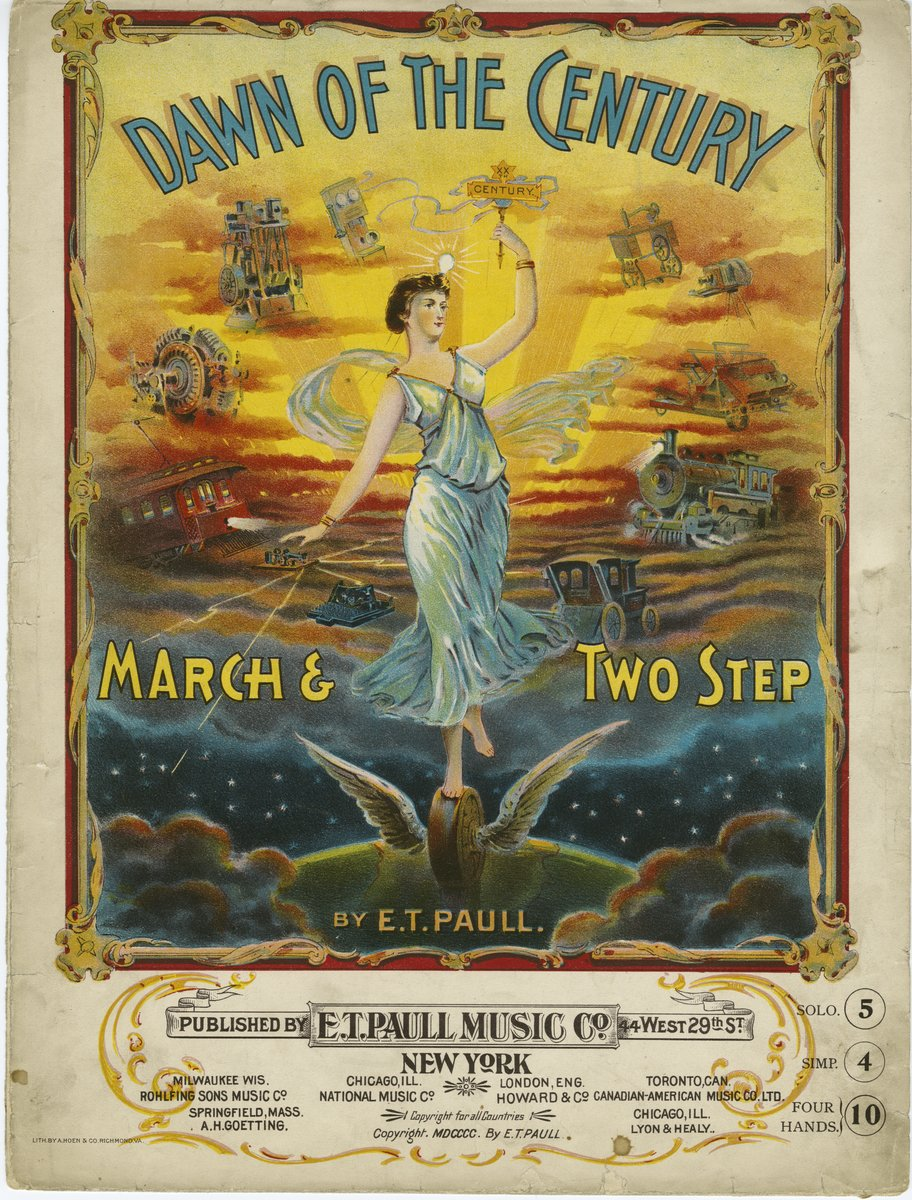
بداية قرن جديد

يشير مطلع القرن بأوسع معانيه، إلى الانتقال من قرن إلى آخر. غالبًا ما يستخدم المصطلح للإشارة إلى فترة زمنية مميزة إما قبل أو بعد بداية القرن أو كليهما قبل وبعد. في حالة عدم ذكر قرن محدد، يشير المصطلح عادةً إلى الانتقال الأحدث لقرون.في الإنجليزية البريطانية، تشير عبارة «مطلع القرن التاسع عشر» إلى السنوات التي سبقت عام 1801 وتليها مباشرة، «مطلع القرن العشرين» إلى السنوات المحيطة عام 1901، وما إلى ذلك. في الإنجليزية الأمريكية، ليس الأمر واضحًا تمامًا. وفقًا لدليل شيكاغو للأسئلة والأجوبة على الإنترنت د، لا يوجد اتفاق مشترك حول معنى عبارة «مطلع القرن التاسع». على سبيل المثال، إذا كان هناك بيان يصف حدثًا ما بأنه يقع «في مطلع القرن الثامن عشر»، فقد يشير ذلك إلى فترة حوالي عام 1701 أو حوالي عام 1800، أي بداية ذلك القرن أو نهايته. نتيجة لذلك، يوصون إما باستخدام «مطلع القرن» فقط، وفقط في سياق يوضح أي الانتقال المقصود، أو بدلاً من ذلك استخدام تعبير مختلف لا لبس فيه. «دورة القرن» تعني بشكل عام الانتقال من القرن التاسع عشر إلى القرن العشرين؛ ومع ذلك، مع بقاء الأجيال التي عاشت في نهاية القرن العشرين حتى القرن الحادي والعشرين، أصبح الرقم المحدد للقرن المشار إليه ضروريًا لتجنب الالتباس.